# Trinci
Els Trinci foren una família italiana que va governar Foligno del 1305 al 1439. Inicialment güelfs fins al 1240, van esdevenir gibel·lins fins al 1268, quan van retornar a la seva anterior fidelitat. Des de vers el 1280 van exercir càrrecs rellevants a Foligno fins que el 1305 Nallo I Trinci, com a capità del poble, va assolir el poder absolut.
El 1439 Corrado Trinci fou deposat i empresonat, junt amb alguns fills, per ordre del Papa, mentre que altres fill o membres de la família foren massacrats per les masses enfurismades de Foligno; el 1441 Corrado i els fills presoners foren estrangulats a la seva presó a Viterbo.

## Senyors de Foligno de la família Trinci
- Corrado (I) Trinci, podestà 1288
- Trincia (I) Trinci, vicari 1278-1288, podestà 1289
- Nallo I Trinci, càrrecs diversos 1305-1321 (senyor de fet des del 1305)
- Ugolino I Trinci, càrrec diversos 1321-1338
- Corrado II Trinci, 1338-1343 (Corrado I)
- Ugolino II Novello, 1343-1353
- Trincia II Trinci, 1353-1377 (Trincia I)
- Corrado III Trinci, 1377-1386 (Corrado II)
- Ugolino III Trinci, 1386-1415
- Niccolò I Trinci, 1415-1421
- Corrado IV Trinci, 1421-1439 (Corrado III)